# Helmut Newton
Helmut Newton   (Berlin, 31. listopada 1920. – Los Angeles, 23. siječnja 2004.),  njemačko-australski fotograf.

## Životopis
Rođen je kao Helmut Neustädter u Berlinu. Otac mu je bio vlasnik tvornice gumba njemačko-židovskog porijekla. Pohađao je srednju realnu gimnaziju Heinrich von Trietscke koju je prekinuo tako da je njegovo formalno obrazovanje ostalo na razini osnovne škole. 1936 godine počeo je naukovati kao fotograf kod poznatog berlinskog fotografa Yva (Else Simon Neuländer). Neslagajući se s nacionalsocijalističkim poretkom zbog odnosa koji je taj poredk imao prema njemačkim Židovima,  5. prosinca 1938 godine emigrira u Singapur.  U Singapuru radio dva tjedna kao fotoreporter za The Straits Times, ali je dobio otkaz uz obrazloženje redakcije da je nesposoban za takav posao.
Ratne godine od 1940 proveo je u Australiji, gdje je počeo kao vozač kamiona u vojsci i radnik na željeznici. U 1945 je otvorio fotografski studio u Melbourneu da bi godinu dana kasnije je uzeo i australsko državljanstvo. Godine 1948, on je oženio se glumicom June Browne s kojom je živio do svoje smrti, a koja se i sama baivila fotografijom pod pseudonimom Alice Springs.
Počevši od 1956, Helmut Newton radio je za australsko izdanje ženskog modnog magazine Voguea. Magazine Vogue je bio dio medijskog magnata američkog Židova ruskog podrijetla Samuela Newhousa. Poslije je radio u francuskim, američkim, talijanskim i njemačkim izdanjima Voguea, kao i u drugih modnim magazinima. Zbog velikog medijskog publiciteta od sedamdesetih godina prošlog stoljeća Newton je bio jedan od najtraženijih i najskupljih modnih, reklamnih i portretih fotografa na svijetu. U 1976 on je objavio svoju prvu knjigu, Bijele žene (White Women).  
U studenom 1993. godine Alice Schwarzer ga je optužila u feminističkom časopisu Emma da su njegove fotografije seksističke,  rasističke, pa i fašističke. U stručnim krugovima postoje velike nesuglasice oko vrijednosti njegova djela. U Zurichu 2003 godine Helmut Newton je svojevoljno osnovao "Helmut Newton" fondaciju po tadašnjim švicarskim zakonima. U listopadu 2003 godine zaklada Stiftung Preußischer Kulturbesitz potpisuje ugovor s Helmut Newtonom za trajnu prezentaciju njegovih fotografija u bivšem vojnom kasinu američke vojske u Berlinu (Landwehrkasino). Mnogi kritičari su u tome vidjeli isforsiranu samoinicijativnu samopromociju (postumnu) Helmuta Newtona koji je uz pomoć njemačkih državnih institucija dobio ekskluzivni i stalni izložbeni prostor što nije uspjelo većini vodećih njemačkih umjetnika.
Živio je diljem svijeta, među ostalim u gradovima kao što su Monte Carlo i Los Angeles. Poginuo je u prometnoj nesreći nakon što je njegov automobil udario u zid hotela u kojem je živio. Njegov pepeo počiva blizu onog Marlene Dietrich.

## Vanjske poveznice
|  | Zajednički poslužitelj ima stranicu o temi Helmut Newton |